# Альохін Володимир Ілліч
Володи́мир Іллі́ч Альо́хін (нар. 3 серпня 1957, село Петровське, Хомутовський район, Курська область, РСФСР, СРСР) — український політик. Народний депутат України 3-го скликання.
Президент Всеукраїнського благодійного фонду «Турбота про людину».

## Освіта
Дніпропетровський сільськогосподарський інститут (1987), вчений агроном. Національна юридична академія України імені Ярослава Мудрого (1996), юрист.
Кандидат сільськогосподарських наук. Дисертація «Продуктивність ранньостиглого гібриду кукурудзи Славутич 162 та його батьківських форм залежно від строків сівби та густоти стояння рослин в умовах північної підзони Степу України» (Інститут зернового господарства УААН, 1999).

## Кар'єра
- Вересень 1972 — квітень 1973 — учень Миролюбівського СПТУ-73, село Миролюбівка Синельниківського району Дніпропетровської області.
- Квітень 1973 — вересень 1975 — тракторист колгоспу «За мир», село Славгород Синельниківського району Дніпропетровської області.
- Вересень 1975 — лютий 1976 — учень Миролюбівського СПТУ-73.
- Лютий — травень 1976 — шофер колгоспу «За мир», село Славгород.
- Травень 1976 — червень 1978 — служба в армії, Київський ВОкр.
- Червень 1978 — березень 1981 — шофер, березень 1981 — листопад 1982 — заступник голови колгоспу «За мир», село Славгород.
- Листопад 1982 — січень 1985 — заступник голови з кормовиробництва колгоспу «Серп і молот», село Вільне Синельниківського району Дніпропетровської області.
- Січень 1985 — березень 1990 — голова колгоспу імені Карла Маркса, село Миролюбівка.
- Березень 1990 — січень 1991 — голова виконкому, січень 1991 — квітень 1992 — голова Синельниківської міськради народних депутатів.
- Квітень 1992 — червень 1994 — Представник Президента України в Синельниківському районі.
- Червень 1994 — серпень 1996 — голова Синельниківської райради. Голова Синельниківської райдержадміністрації.
- Серпень 1996 — серпень 1997 — керівник служби Міністра сільського господарства України.
- Серпень 1997 — квітень 1998 — голова Синельниківської райради Дніпропетровської області.
- Червень 2002 — червень 2003 — перший заступник Голови, червень 2003 — квітень 2005 — перший заступник Голови у зв'язках з ВР України Державного комітету України з питань житлово-комунального господарства.
- Травень — грудень 2005 — голова Синельниківської райдержадміністрації.
- Грудень 2005 — серпень 2006 — перший заступник голови Дніпропетровської облдержадміністрації.
- Січень 2008 — січень 2009 — заступник Голови, 23 грудня 2009 — 17 березня 2010 — Голова Державного комітету України з державного матеріального резерву.
- Березень 2010 — листопад 2011 — заступник Голови Державної адміністрації зв'язку.

Був членом партії Всеукраїнське об'єднання «Громада».

## Парламентська діяльність
Народний депутат України 3-го скликання з 12 травня 1998 до 14 травня 2002, виборчий округ № 39, Дніпропетровська область. На час виборів: голова Синельниківської районної ради Дніпропетровської області, член ВО «Громада».
Член фракції «Громада» (травень 1998 — березень 1999), член фракції «Батьківщина» (березень 1999 — липень 2000), член групи «Солідарність» (з липня 2000).
Голова підкомітету з питань контролю за додержанням законності і захисту прав і свобод громадян в процесі правоохоронної діяльності Комітету з питань законодавчого забезпечення правоохоронної діяльності та боротьби з організованою злочинністю і корупцією (липень 1998 — лютий 2000).
Голова підкомітету з питань боротьби з організованою злочинністю та корупцією у сфері зовнішньоекономічної діяльності та грошового обігу Комітету з питань боротьби з організованою злочинністю і корупцією (з лютого 2000).

## Сім'я
- Батько Ілля Іванович (1931-1969).
- Мати Олена Всеволодівна (1925).
- Дружина Ольга Семенівна (1962).
- Сини Володимир (1981) і Олексій (1986).

## Нагороди
- Заслужений працівник сільського господарства України (1993).
- Орден Святого Рівноапостольного князя Володимира (2000, УПЦ МП).
- Книга «Синельниківщина — вчора, сьогодні, завтра» (2000).
- Почесна грамота Кабінету Міністрів України (березень 2004).